# Jan Gołaszewski
Jan Gołaszewski – miecznik ziemski warszawski i sędzia ziemski warszawski w 1792 roku, wojski mniejszy warszawski w 1788 roku, komornik ziemski warszawski w 1781 roku.
Deputowany warszawski do Departamentu Komisji Porządkowej Księstwa Mazowieckiego i sędzia Sądu Kryminalnego Księstwa Mazowieckiego w powstaniu kościuszkowskim 1794 roku. Był komisarzem prowiantowym powiatu błońskiego z ramienia konfederacji targowickiej w 1792 roku. 